# Internazionali di Tennis Città di Todi 2021
Gli Internazionali di Tennis Città di Todi 2021 sono un torneo maschile di tennis giocato sulla terra rossa. È la 13ª edizione del torneo, che fa parte della categoria Challenger 80 nell'ambito dell'ATP Challenger Tour 2021. Si giocano al Tennis Club Todi 1971 di Todi in Italia, dal 12 al 18 luglio 2021.

## Partecipanti

### Teste di serie
| Nazionalità | Giocatore               | Ranking* | Testa di serie |
| ----------- | ----------------------- | -------- | -------------- |
| Italia      | Federico Gaio           | 145      | 1              |
| Spagna      | Mario Vilella Martínez  | 179      | 2              |
| Kazakistan  | Dmitrij Popko           | 187      | 3              |
| Argentina   | Tomás Martín Etcheverry | 192      | 4              |
| Argentina   | Renzo Olivo             | 193      | 5              |
| Argentina   | Andrea Collarini        | 206      | 6              |
| Italia      | Gian Marco Moroni       | 218      | 7              |
| Italia      | Lorenzo Giustino        | 228      | 8              |

* Ranking al 28 giugno 2021.

### Altri partecipanti
I seguenti giocatori hanno ricevuto una wild card per il tabellone principale:
- Flavio Cobolli
- Francesco Forti
- Francesco Passaro

I seguenti giocatori sono entrati in tabellone usando il ranking protetto:
- Viktor Galović

I seguenti giocatori sono entrati in tabellone come alternate:
- Facundo Díaz Acosta
- Skander Mansouri

I seguenti giocatori sono passati dalle qualificazioni:
- Matteo Arnaldi
- Arthur Cazaux
- Giovanni Fonio
- Matheus Pucinelli de Almeida

## Punti e montepremi
| Torneo    | Torneo              | V     | F     | SF    | QF    | 2T  | 1T  | Q | Q2  | Q1  |
| Singolare | Punti               | 80    | 48    | 29    | 15    | 7   | 0   | 4 | 1   | 0   |
| Singolare | Premi in denaro (€) | 6 190 | 3 650 | 2 160 | 1 260 | 730 | 450 | – | 225 | 115 |
| Doppio    | Punti               | 80    | 48    | 29    | 15    | –   | 0   | – | –   | –   |
| Doppio    | Premi in denaro (€) | 2 670 | 1 550 | 930   | 550   | –   | 310 | – | –   | –   |

## Campioni

### Singolare
Mario Vilella Martínez ha sconfitto in finale  Federico Gaio con il punteggio di 7–6(3), 1–6, 6–3.

### Doppio
Francesco Forti /  Giulio Zeppieri hanno sconfitto in finale  Facundo Díaz Acosta /  Alexander Merino con il punteggio di 6–3, 6–2.